# リョウブ
リョウブ（令法、学名: Clethra barbinervis）、はリョウブ科の落葉小高木である。北海道から九州、済州島、中国、台湾までの山林に分布している。夏に長い総状花序に白い小花をたくさん咲かせる。若葉は山菜とされ、庭木としても植えられる。別名、ミヤマリョウブ、チャボリョウブ、リョウボ（良母）、サルダメシ、古名でハタツモリ。中国名は髭脈榿葉樹。

## 特徴
落葉広葉樹の小高木で、高さは7 - 9メートル (m) になる。樹皮は表面が縦長な形に薄く剥げ落ちて、茶褐色と灰褐色のまだら模様で、滑らかな木肌になる。樹皮がサルスベリ（ミソハギ科）のように剥げ落ちるので、「サルスベリ」と呼ぶ地方もある。若木の樹皮は灰褐色。一年枝は細く、枝先で星状毛が残る。樹皮はナツツバキにも似る。
葉は長さ10センチメートル (cm) 、幅3 cmほどの楕円形から倒披針形で、先が尖り、葉縁には細かい鋸歯がある。葉の形はサクラに似ている。葉の幅は葉先に近い方で最大になる。表面にはつやがなく、無毛または微毛を生じる。葉は枝先にらせん状に互生するが、枝先にまとまる傾向が強い。新葉はやや赤味を帯びる。秋には紅葉し、日光の当たり具合によって、黄色、橙色、赤色、赤褐色などいろいろな色になり、日当たりのよい葉は鮮やかな橙色から赤色になる。落ち葉は褐色に変わりやすく、乾くとすぐに縮れる。
花期は真夏（6 - 9月）。枝先に長さ15 cmくらいの総状花序を数本出して、多数の白い小花をつけ、元の方から咲いていく。花弁は白く5裂する。果実は蒴果で3つに割れる。球形の果実は、秋に褐色に熟す。葉が散ったあと、冬でも長い果序がぶら下がってよく残る。
冬芽は側芽は互生するが小さくてほとんど発達せず、頂芽は円錐形で芽鱗が傘状に開いて落ち、毛に覆われた裸芽になる。葉痕は三角形や心形で、枝先に集まる。維管束痕は1個つく。

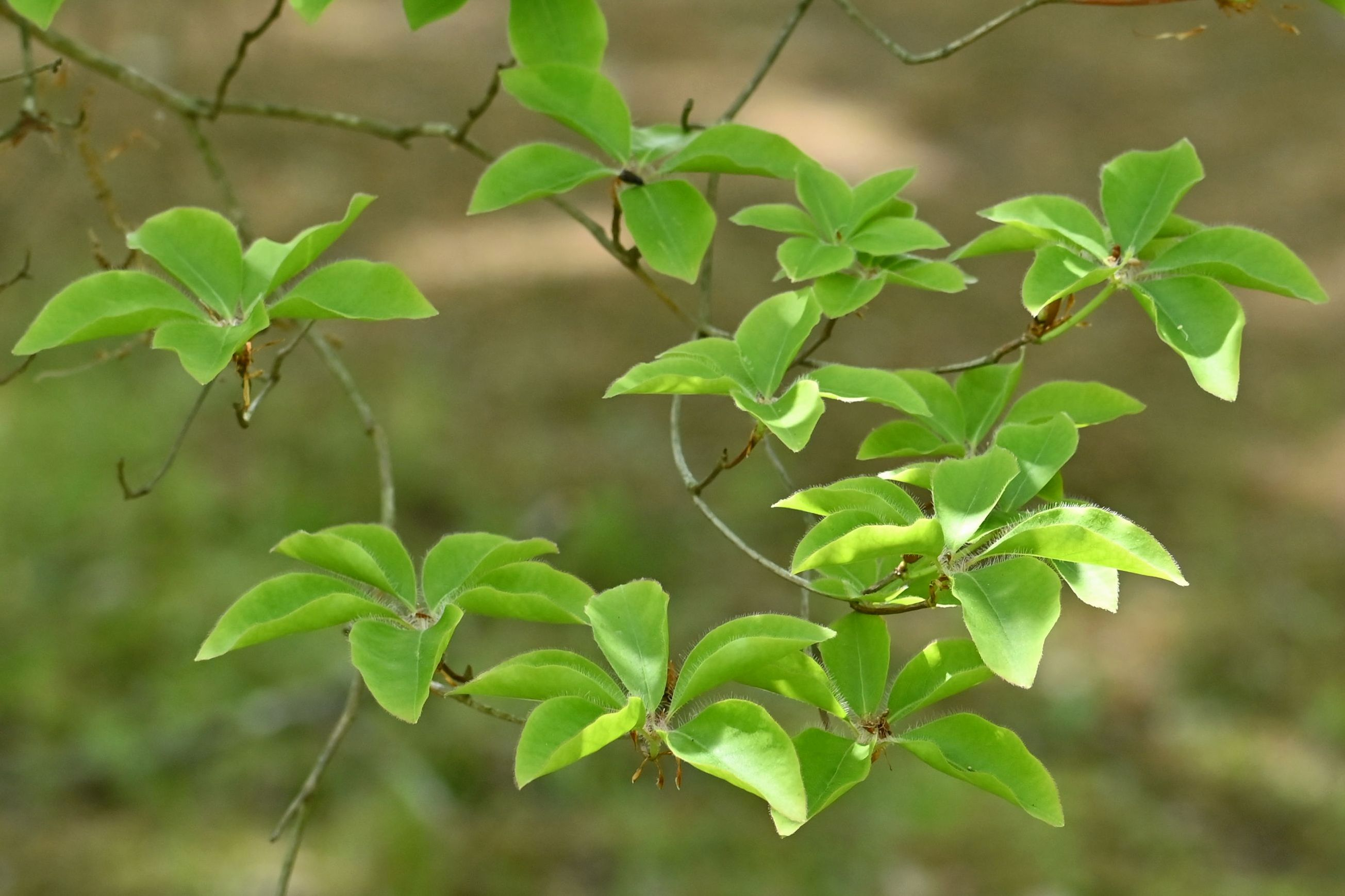
リョウブの若葉
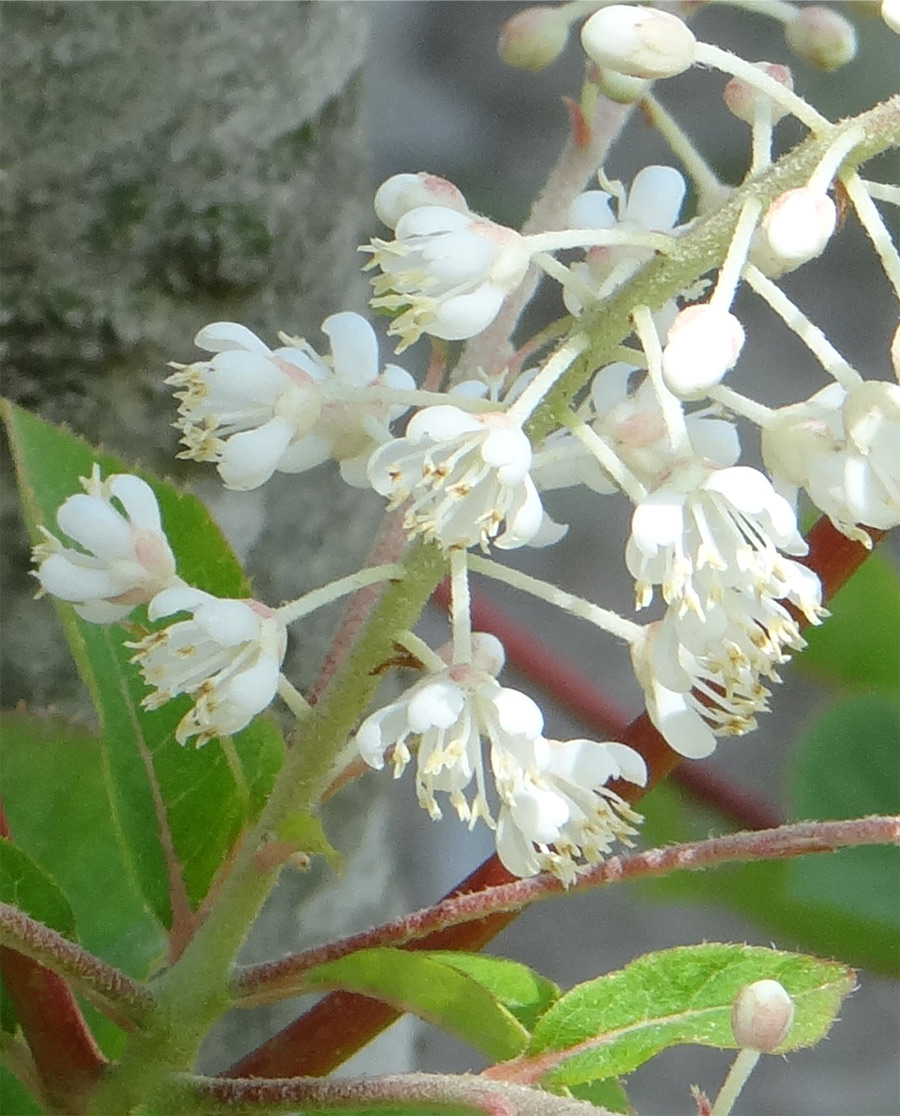
リョウブの花
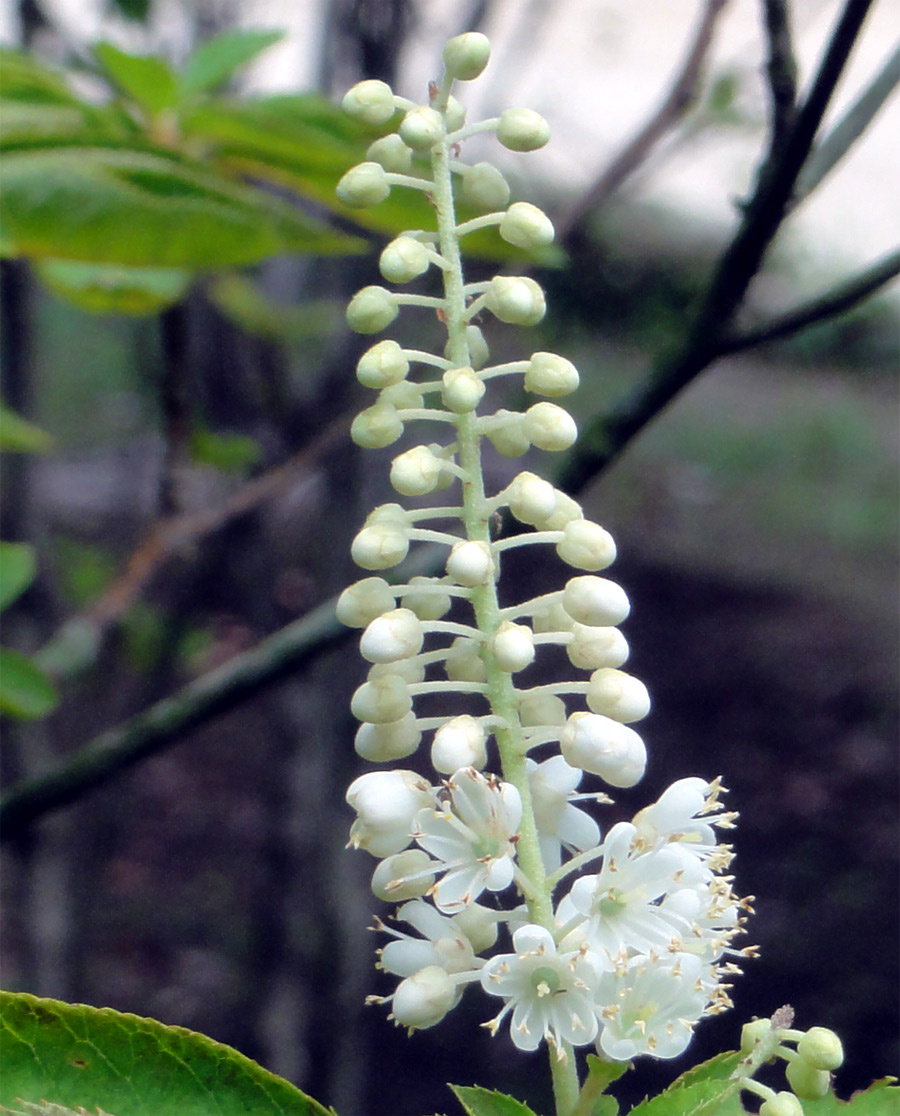
長さ20 cm程になる花序

## 分布
北海道南部から本州、四国、九州、済州島、中国、台湾に分布する。低地や山地、丘陵の雑木林の中や、斜面などに自生する。日当たりのよい山地の尾根筋や林縁に多い。平地から温帯域まで広く見られるが、森林を構成する樹種というより、パイオニア的傾向が強い。庭木としても植えられている。
リョウブ属には数十種あり、アジアとアメリカ大陸の熱帯・温帯に分布する。

## 利用
家具材や建材、庭木などに用いられる。
春に枝の先にかたまってつく若芽は山菜になり食用にする。採取時期は、暖地が4月、寒冷地は4 - 5月ごろが適期とされる。若芽は茹でて水にさらし、細かく刻んだものを薄い塩味をつけて、炊いた米飯に混ぜ込んでつくる「令法飯」などの材料にする。そのほか、おひたし、和え物、煮びたし、汁の実にしたり、生のまま天ぷらにする。昔は飢饉のときの救荒植物として利用されたといわれる。ただし、一度に多く食べ過ぎると下痢を起こす場合がある。
また、5年に一度しか採取できないがハチミツが市場に出ることも。結晶化せず、香り高い。
令法という名は、救荒植物として育て蓄えることを法で決められたからといわれるが、花序の形から「竜尾」がなまったとの説もある。ハタツモリは畑つ守などの字が当てられるが、語源ははっきりしない。